# Aída
|  | No s'ha de confondre amb Aïda o Aida. |

Aída és una sèrie de televisió espanyola, del gènere de comèdia de situació, produïda per Globomedia per a la cadena espanyola Telecinco, que l'estrenà el 16 de gener del 2005 i finalitzà el 8 de juny de 2014.
Originalment protagonitzada per Carmen Machi al paper de l'Aída García, sorgí com un spin-off de la sèrie 7 Vidas, en què Aída era una minyona que treballava per a la Sole (Amparo Baró) i que després començà a treballar també al Kasi ké no, el bar d'en Gonzalo (Gonzalo de Castro). La sèrie comença quan el pare de l'Aída mor i li deixa la casa familiar, a la qual l'Aída decideix tornar amb els seus dos fills petits, desencadenant d'aquest mode embolics còmics que es desenvolupen entre trobades casuals amb antics veïns i amics, bromes sense sentit, etc. Tanmateix, durant la sisena temporada de la sèrie, Carmen Machi l'abandona i entra al seu lloc Miren Ibarguren, interpretant el paper de la Soraya, la filla gran de l'Aída, que va a viure amb tota la família, fent-se'n càrrec.
Algun dels guionistes més habituals de la sèrie són Antonio Sánchez, Oriol Capel, Raül Díaz, María Miranda, Nando Abad, Jordi Terradas, Sonia Pastor, Paula L. Cuervo, Julián Sastre, Roberto Jiménez, Juan R. Ruiz de Somavía, Almudena Ocaña, Francisco Arnal, Lele Morales, Alberto López, Daniel Monedero i Jorge Anes.
Des de la seva estrena, Aída s'ha situat entre els espais amb més audiència de la cadena, essent-ne la sèrie televisiva més vista a l'estat espanyol des de l'any 2007.
Com a novetat i rere quatre anys de líder de la nit dels diumenges, Telecinco decideix, després d'uns reajustaments de programació, que la sèrie es traslladi al prime-time de dimarts, en substitució de Gran Hermano (en català literalment: Gran Germà), entre el 13 de gener i el 24 de febrer del 2009 per tornaar a la seva antiga ubicació al prime-time dels diumenges a partir de l'1 de març.
L'actriu Carmen Machi, que donava vida a l'Aída, s'acomiadà de la sèrie al capítol titulat «La família mata», emès el 13 de gener del 2009 corresponent a la sisena temporada, sent-ne el primer de l'elenc de personatges fixos que abandona la sèrie. Els productors van decidir que Aída ingressés a la presó perquè s'acomiadés de la sèrie, per a una suposada volta. Ella mata al marit de la seva filla Soraya (Miren Ibarguren) quan aquest assetja a la noia. Després de la seva marxa la sèrie agafà com a protagonistes tots els veïns del barri Esperança Sud, centrant-se en les trames de la família de l'Aída.
Amb motiu de l'emissió del capítol 100, la productora de la sèrie -Globomèdia- preparà un capítol especial amb tres números musicals en què participaren tots els actors, tret de Carmen Machi, ja que l'actriu abandonà la sèrie al capítol 90.
El 8 de juny de 2014 s'emetè el darrer capítol de la sèrie, que al llarg de 9 anys va produir 15.800 hores de gravació, 37.000 figurants, 830 trames i 115 persones a l'equip principal. En el darrer capítol van poder veure's personatges principals de la sèrie que van fer un retorn especial per a l'ocasió, com Aída, la Lore o Toni.

## Personatges

### Actors Principals
| Actor                   | Personatge                                   | Descripció                                                                           | Temporada               |
| ----------------------- | -------------------------------------------- | ------------------------------------------------------------------------------------ | ----------------------- |
| Carmen Machi            | Aída García García                           | Protagonista de la sèrie                                                             | 1-6 (esporàdica 9 i 10) |
| Paco León               | Luis Mariano "Luisma" García García          | Germà de l'Aida                                                                      | 1-10                    |
| Ana María Polvorosa     | Lorena "Lore" García García                  | Filla de l'Aida i germana de la Soraya i en Jónathan                                 | 1-9 (esporàdica 10)     |
| Mariano Peña            | Mauricio Colmenero Sánchez                   | Propietari del Bar Reinols                                                           | 1-10                    |
| Melani Olivares         | María de la Paz "Paz" Bermejo                | Millor amiga d'Aída i ex-núvia d'en Luisma                                           | 1-10                    |
| Pepe Viyuela            | José María "Chema" Martínez                  | Botiguer d'Esperanza Sud, pare d'en Fidel                                            | 1-10                    |
| Miren Ibarguren         | Soraya García García                         | Filla de l'Aida i mare de l'Aidita.                                                  | 6-10                    |
| Eduardo Casanova        | Fidel Martínez González                      | Fill del José María "Chema" Martínez                                                 | 1-10                    |
| David Castillo Martínez | Jónathan García García                       | Fill de l'Aida i germà de la Lorena i la Soraya                                      | 1-10                    |
| Secun de la Rosa        | Antonio "Toni" Colmenero Sánchez             | Germà del Mauricio Colmenero                                                         | 2-10                    |
| Pepa Rus                | María Inmaculada "Macu" Colmenero Sánchez    | Neboda d'en Maurici i Toni                                                           | 4-10                    |
| Canco Rodríguez         | Víctor Francisco Antolín Marín "El Barajas". | Millor amic d'en Luisma i ex-parella de la María Inmaculada "Macu"                   | 1-10                    |
| Óscar Reyes             | Oswaldo Wenceslao "El Machu-Pichu"           | Cambrer del Bar Reinols                                                              | 2-10                    |
| Marisol Ayuso           | Eugenia García García                        | Mare de l'Aida i en Luisma. Avia de Lorena, Jónathan i Soraya i besàvia de l'Aidita. | 1-10                    |
| Dani Martínez           | Simón Bermejo                                | Germà de María de la Paz "Paz"                                                       | 10                      |

### Actors Secundaris
| Actor             | Personatge                             | Descripció                                                              | Temporada              |
| ----------------- | -------------------------------------- | ----------------------------------------------------------------------- | ---------------------- |
| Rodrigo Utrilla   | Héctor                                 | Amic d'en Fidel i Germán                                                | 1-3-6 (esporàdicament) |
| Adrián Gordillo   | José Daniel Jaurrieta "El Mecos"       | Amic del Jónathan                                                       | 2-10                   |
| Néstor Gutiérrez  | Néstor "Aconcagua"                     | Cambrer del bar Reinols                                                 | 2-10                   |
| Rafael Ramos      | Germán Roncero Hoffman                 | Amic d'en Fidel                                                         | 3-10                   |
| Juanjo Cucalón    | Manolo García                          | Ex-marit d'Aída i pare de la Soraya,Jónathan i Lorena.                  | 4                      |
| Sanseverina Lazar | Aída "Aidita" Padilla García           | Filla de la Soraya                                                      | 6-10                   |
| Bernabé Fernández | Marcial                                | Noveller que va ser nuvi d'en Fidel                                     | 7                      |
| María León        | Josefa "José"                          | Companya del treball d'en Luisma.                                       | 7-8                    |
| Eloy Azorín       | Eduardo "Edu" Sastre                   | Ex-marit de María de la Paz "Paz"                                       | 8-9                    |
| Concha Hidalgo    | Emilia Gorrochategui Aguirregomezkorta | Senyora gran que apadrinada en (en un capítol)Jonathan, Lorena i Luisma | 8-9                    |
| Mariano Peña      | Doña Eulalia Sánchez                   | Mare d'en Mauricio i Antonio "Toni"                                     | 1-9                    |
| Lola Dueñas       | María Luisa "Marisa" González          | Ex-dona d'en Chema i mare d'en Fidel.                                   | 9                      |
| María La Vikinga  | "La Junca".                            | Mare d'en José Daniel Jaurrieta "El Mecos"                              | 9-10                   |
| Manuela Velasco   | Ainhoa Díaz Serrano                    | Parella d'en Luisma                                                     | 9-10                   |
| Alejandro Tous    | Marcos, "El Pajuelas"                  |                                                                         | 10 (cameo)             |

## Episodis i Audiència
| Temporada | Temporada | Episodis | Estrena                | Final                  | Audiència mitjana | Audiència mitjana | Audiència mitjana |
| Temporada | Temporada | Episodis | Estrena                | Final                  | Espectadors       | Quota             |                   |
| --------- | --------- | -------- | ---------------------- | ---------------------- | ----------------- | ----------------- | ----------------- |
|           | 1         | 13       | 16 de gener de 2005    | 24 de abril de 2005    | 5 764 000         | 32,1%             |                   |
|           | 2         | 14       | 11 de setembre de 2005 | 18 de desembre de 2005 | 5 365 000         | 30,1%             |                   |
|           | 3         | 14       | 14 de maig de 2006     | 1 d'octubre de 2006    | 3 980 000         | 27,6%             |                   |
|           | 4         | 16       | 7 de gener de 2007     | 22 de abril de 2007    | 5 117 000         | 27,9%             |                   |
|           | 5         | 26       | 2 de desembre de 2007  | 15 de juny de 2008     | 5 709 000         | 30,8%             |                   |
|           | 6         | 27       | 14 de desembre de 2008 | 21 de juny de 2009     | 4 282 000         | 22,3%             |                   |
|           | 7         | 15       | 4 de abril de 2010     | 18 de juliol de 2010   | 3 286 000         | 18,2%             |                   |
|           | 8         | 28       | 5 de setembre de 2010  | 24 de abril de 2011    | 3 151 000         | 16,5%             |                   |
|           | 9         | 47       | 30 d'octubre de 2011   | 23 de desembre de 2012 | 3 411 000         | 16,9%             |                   |
|           | 10        | 38       | 15 de setembre de 2013 | 8 de juny de 2014      | 2 766 000         | 14,2%             |                   |
| Total     | Total     | 237      | 16 de gener de 2005    | 8 de juny de 2014      | 4 283 000         | 23,7%             |                   |

## Premis i nominacions

### Premis Ondas
| Any  | Categoria                                   | Actor                 | Resultat   |
| ---- | ------------------------------------------- | --------------------- | ---------- |
| 2013 | Millor intèrpret masculí en ficció nacional | Pepe Viyuela          | Guanyador  |
| 2012 | Millor intèrpret masculí en ficció nacional | Mariano Peña          | Guanyador  |
| 2010 | Millor intèrpret masculí en ficció nacional | Paco León             | Guanyador  |
| 2008 | Millor intèrpret femení en ficció nacional  | Carmen Machi          | Guanyadora |
| 2006 | Millor sèrie nacional                       | Millor sèrie nacional | Guanyadora |

### Premis Iris
| Any  | Categoria                 | Actor                     | Resultat   |
| ---- | ------------------------- | ------------------------- | ---------- |
| 2010 | Millor actor              | Paco León                 | Nominat    |
| 2010 | Millor guió               | Millor guió               | Nominat    |
| 2009 | Millor programa de ficció | Millor programa de ficció | Nominat    |
| 2009 | Millor guió               | Millor guió               | Nominat    |
| 2008 | Millor programa de ficció | Millor programa de ficció | Nominat    |
| 2008 | 'Millor actor             | Paco León                 | Guanyador  |
| 2007 | Millor programa de ficció | Millor programa de ficció | Nominat    |
| 2007 | Millor actriu             | Carmen Machi              | Guanyadora |
| 2007 | Millor actor              | Paco León                 | Guanyador  |
| 2007 | Millor guió               | Millor guió               | Guanyador  |
| 2006 | Millor programa de ficció | Millor programa de ficció | Nominat    |
| 2006 | Millor actriu             | Carmen Machi              | Nominada   |
| 2005 | Millor actor              | Paco León                 | Guanyador  |

### Festival de Televisió de Montecarlo
| Any  | Categoria                | Actor                   | Resultat |
| ---- | ------------------------ | ----------------------- | -------- |
| 2008 | Millor serie de comèdia  | Millor serie de comèdia | Nominada |
| 2008 | Millor actor de comèdia  | Paco León               | Nominat  |
| 2008 | Millor actor de comèdia  | Pepe Viyuela            | Nominat  |
| 2008 | Millor actor de comèdia  | Mariano Peña            | Nominat  |
| 2008 | Millor actor de comèdia  | Eduardo Casanova        | Nominat  |
| 2008 | Millor actriu de comèdia | Carmen Machi            | Nominada |
| 2008 | Millor actor de comèdia  | Paco León               | Nominat  |
| 2008 | Millor actriu de comèdia | Melanie Olivares        | Nominada |
| 2008 | Millor actriu de comèdia | Marisol Ayuso           | Nominada |
| 2008 | Millor actriu de comèdia | Ana María Polvorosa     | Nominada |
| 2008 | Millor productor         | Ignacio García          | Nominat  |

### TP d'Or
| Any  | Categoria             | Actor                 | Resultat   |
| ---- | --------------------- | --------------------- | ---------- |
| 2011 | Millor actor          | Paco León             | Nominat    |
| 2010 | Millor actor          | Paco León             | Guanyador  |
| 2009 | Millor actor          | Paco León             | Guanyador  |
| 2008 | Millor actriu         | Carmen Machi          | Nominada   |
| 2008 | Millor actor          | Paco León             | Nominat    |
| 2007 | Millor actriu         | Carmen Machi          | Guanyadora |
| 2007 | Millor actor          | Paco León             | Nominat    |
| 2006 | Millor serie nacional | Millor serie nacional | Nominada   |
| 2006 | Millor actriu         | Carmen Machi          | Nominada   |
| 2006 | Millor actor          | Paco León             | Nominat    |
| 2005 | Millor serie nacional | Millor serie nacional | Nominada   |
| 2005 | Millor actriu         | Carmen Machi          | Guanyadora |
| 2005 | Millor actor          | Paco León             | Guanyador  |

### Premis Fotogrames de Plata
| Any  | Categoria                  | Actor        | Resultat   |
| ---- | -------------------------- | ------------ | ---------- |
| 2009 | Millor actor de televisió  | Paco León    | Nominat    |
| 2008 | Millor actriu              | Carmen Machi | Nominada   |
| 2008 | Millor actor de televisió  | Paco León    | Nominat    |
| 2007 | Millor actriu de televisió | Carmen Machi | Guanyadora |
| 2007 | Millor actor de televisió  | Paco León    | Guanyador  |
| 2006 | Millor actriu              | Carmen Machi | Nominada   |
| 2006 | Millor actor de televisió  | Paco León    | Nominada   |
| 2005 | Millor actriu              | Carmen Machi | Guanyadora |
| 2005 | Millor actor de televisió  | Paco León    | Guanyador  |

### Premis de la Unió d'Actors
| Any  | Categoria                                | Actor            | Resultat   |
| ---- | ---------------------------------------- | ---------------- | ---------- |
| 2010 | Millor actor de repartiment de televisió | Secun de la Rosa | Guanyador  |
| 2010 | Millor actriu secundària de televisió    | Ana Polvorosa    | Guanyadora |
| 2008 | Millor actor protagonista de televisió   | Pepe Viyuela     | Guanyador  |
| 2006 | Millor actriu secundària de televisió'   | Mariano Peña     | Guanyador  |
| 2005 | Millor actriu protagonista de televisió  | Carmen Machi     | Guanyadora |
| 2005 | Millor actor protagonista de televisió   | Paco León        | Guanyador  |
| 2005 | Millor actor secundari de televisió      | Pepe Viyuela     | Guanyador  |

## Emissió en altres països
| País     | Estrena | Canal        | Títol |
| -------- | ------- | ------------ | ----- |
| Mèxic    | 2007    | Azteca 7     | Aída  |
| Xile     | 2008    | TVN          | Aída  |
| Bulgària | 2010    | bTV Comedy   | Aida  |
| Equador  | 2012    | Teleamazonas | Aída  |